# Pararge eudokia
Pararge eudokia är en fjärilsart som beskrevs av Hans Fruhstorfer 1925. Pararge eudokia ingår i släktet Pararge och familjen praktfjärilar. Inga underarter finns listade i Catalogue of Life.